# Tyndinskij rajon
Il Tyndinskij rajon (in russo Тындинский район?) è un rajon dell'Oblast' di Amur, nella Russia asiatica; il capoluogo è Tynda. Istituito nel 1930, ricopre una superficie di 83.258 chilometri quadrati e consta di una popolazione di 13.450 abitanti.

## Centri abitati
- Tynda
- Anosovskij
- Belen'kij
- Vostočnyj
- Dipkun
- Kuvykta
- Larba
- Lopča
- Marevyj
- Magot
- Lapri
- Murtygit
- Ust'-Urkima
- Olëkma
- Pervomajskoe
- Solov'ëvsk
- Jankan
- Tutaul
- Urkan
- Bugorki
- Ust'-Njukža
- Chorogoči
- Čil'či
- Juktali